# Kyidris yaleogyna
Kyidris yaleogyna là một loài kiến thuộc họ Formicidae. Đây là loài đặc hữu của Papua New Guinea.